# 伍文才
伍文才（1927年—1983年4月），彝族人，本名倮伍莫哈，四川冕宁人，中华人民共和国政治人物。
1927年出生于冕宁县哈哈乡，9岁读私塾，之后先后就读冕宁县省立边民小学、冕宁中学，1949年11月，经李祥云介绍加入中国共产党:791。
1951年起，先后担任冕宁县副县长、县长，金矿县县委书记、西昌专署副专员，1978年起担任凉山州副州长。1954年，当选第一届全国人民代表大会代表。1982年身体因病急转直下，1983年4月去世:791。